# 니시모토 메이사
니시모토 메이사(일본어: 西元 めいさ, 2001년 4월 30일~)는 일본의 AV 여배우이자, 아이돌, 방송인, 기업인이다.